# Bouna Medoune Seye
Pour les articles homonymes, voir Seye.
Bouna Medoune Seye, né le 19 octobre 1956 à Dakar et mort le 27 décembre 2017 à Paris, est un cinéaste sénégalais, également photographe, peintre, réalisateur, directeur artistique, scénariste et producteur.

## Biographie
Il nait à Dakar le 19 octobre 1956.

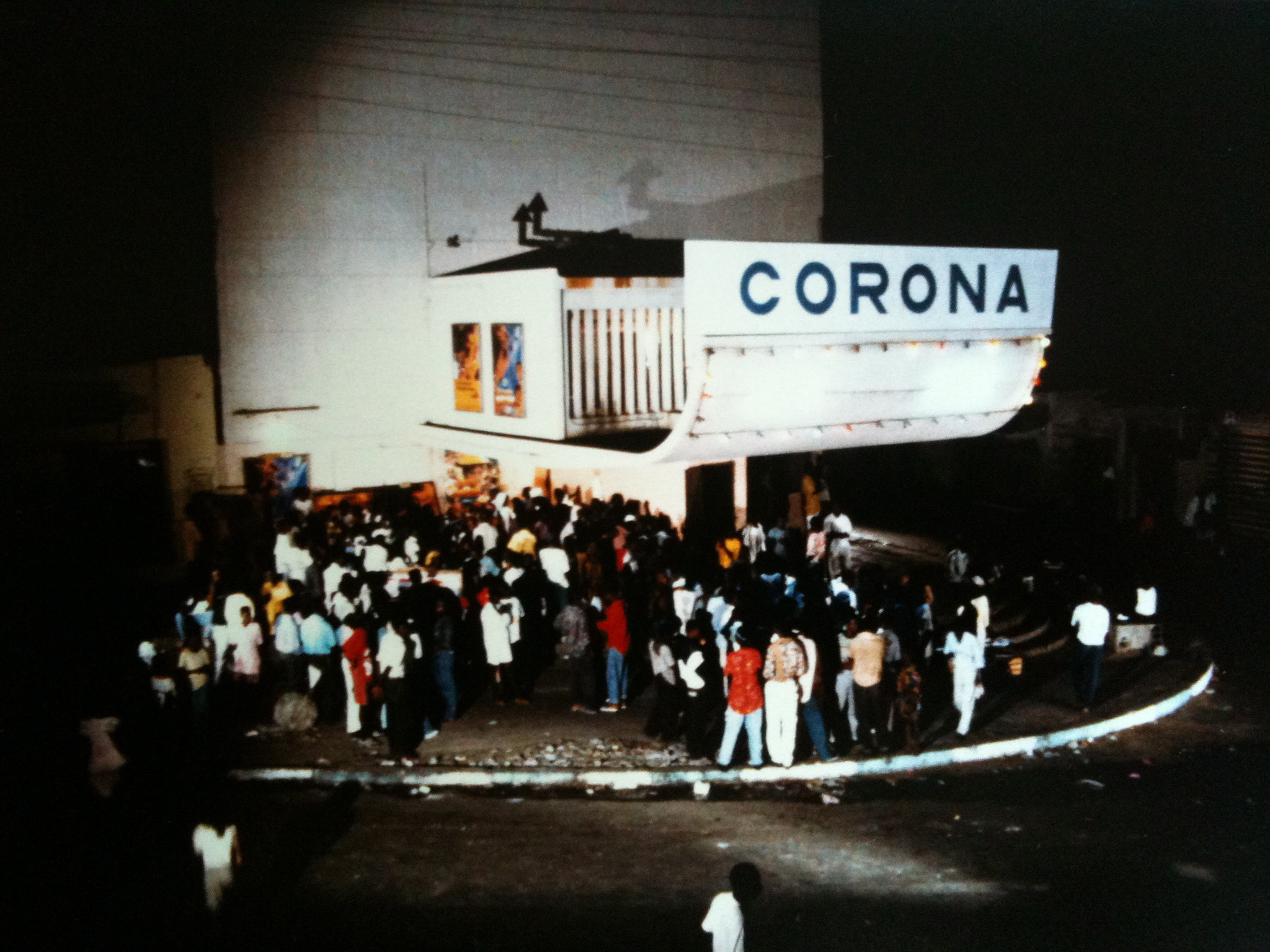
Sur le tournage du court-métrage Bandit Cinéma devant le cinéma Corona en 1992.

Il fait ses études en France à Marseille, puis retourne s'installer à Dakar où, avec Djibril Sy, Moussa Mbaye, Boubacar Touré, il cherche à affirmer une photographie artistique africaine. Dans les années 1980, ses premières expositions expriment la forte personnalité de son œuvre.
Il a collaboré avec le sculpteur Abdoulaye Armin Kane au début des années 1990.
Il réalise de nombreux reportages cherchant à montrer la réalité urbaine de son pays : une certaine idée de la modernité.
En 1993, il réalise une exposition installation de photographies sur les Indiens du Canada, au centre d'artiste la chambre blanche, à Québec, à l'invitation de Sylvie Fortin.
Bouna Medoune Seye, pendant cinq ans, a photographié les fous et les laissés-pour-compte qui habitent les trottoirs de Dakar. Fascination du décalé qu'est Bouna, photographe, cinéaste, plasticien, pour ce qu'il estime être une part de lui-même.
Il débute dans le cinéma en tant que directeur artistique. Il collabore à la réalisation de différents films et documentaires (dont "Set setal Dakar" de Moussa Sene Absa).
Il s'occupe aussi de photographie, et a fait plusieurs expositions. Il tourne en 1992, son premier film court-métrage, "Bandits Cinéma", et s'oriente vers la réalisation cinématographique.

## Travaux photographiques
- 2002 Exposition NRW-Forum und Wirtschaft, Düsseldorf
- 2001 Exposition aux Rencontres de la Photographie - Bamako
- 1999 Exposition Collective L'Afrique par elle-même au Smithsonian Institution de Washington et à la South African National Gallery-Cape Town
- 1998 Exposition de la Cour de Joe à la Cimaise de la Maison Européenne de la Photographie
- 1998 Exposition Collective L'Afrique Par elle-même à la Pinacoteca do Estato Sao Paolo
- 1997 Exposition Suites Africaines au Couvent des Cordeliers - Paris
- 1997 Les Trottoirs de Dakar à l'Evocos - Lisbonne
- 1994 Exposition Les Trottoirs de Dakar à L'Espace Faits Divers - Centre d'art contemporain de Genève
- 1994 Les Trottoirs de Dakar Festival Black Movie - Genève
- 1992 Commissaire du Mois de la Photographie de Dakar
- 1992 Exposition collective Centre Wallonie-Bruxelles à Paris

## Travaux cinématographiques
- 1998 Réalisation du documentaire Zone Rap 52 min
- 1995 Directeur Artistique de Témèdi, court métrage de fiction de Gahité Fofana
- 1995 Réalisation de films vidéo pour la pièce de Jean-Marie Bruyère
- 1995 La vie a de longues jambes
- 1995 Un film de 15 min sur le thème : "Les pieds dans les rues de Dakar"
- 1995 Un film de 5 min sur l'artiste Joe Ouakam
- 1994 Réalisation de Saï Saï By - dans les Tapas de Dakar, court métrage de fiction 13 min- prix de la coopération et de Canal France International au FESPACO-Festival Panafricain du Cinéma et de la Télévision Ouagadougou
- 1993, La chambre Blanche, Québec (à l'invitation de Sylvie Fortin)
- 1993 Photographe de plateau pour Le Masque, court métrage de fiction de Flora Gomes - Guinée-Bissau
- 1992 Directeur Artistique sur les clips de Youssou N'Dour Guorgui et Chimes Freedom
- 1992 Réalisation de Bandit Cinéma, court métrage de 23 min. Prix de la ville de Milan. Prix Qualité du centre National de la Cinématographie - CNC

## Peintures
- 2005 Exposition "This is happening" duo avec Pascal Nampémanla TRAORE (Côte d'Ivoire). Dakar-SENEGAL
- 2002 Exposition de Peinture Biennale des arts de Dakar
- 2000 Installation Hart Gallery, Paris
- 1993 Exposition de Peinture Racine à la Chambre Blanche du Québec
- 1992 Exposition de peinture à l'Équateur